# دوروتی گیش
دوروتی گیش (انگلیسی: Dorothy Gish; ۱۱ مارس ۱۸۹۸ – ۴ ژوئن ۱۹۶۸) هنرپیشه اهل ایالات متحده آمریکا بود. وی بین سال‌های ۱۹۱۲ تا ۱۹۶۳ میلادی فعالیت می‌کرد.

## بخشی از فیلم‌شناسی

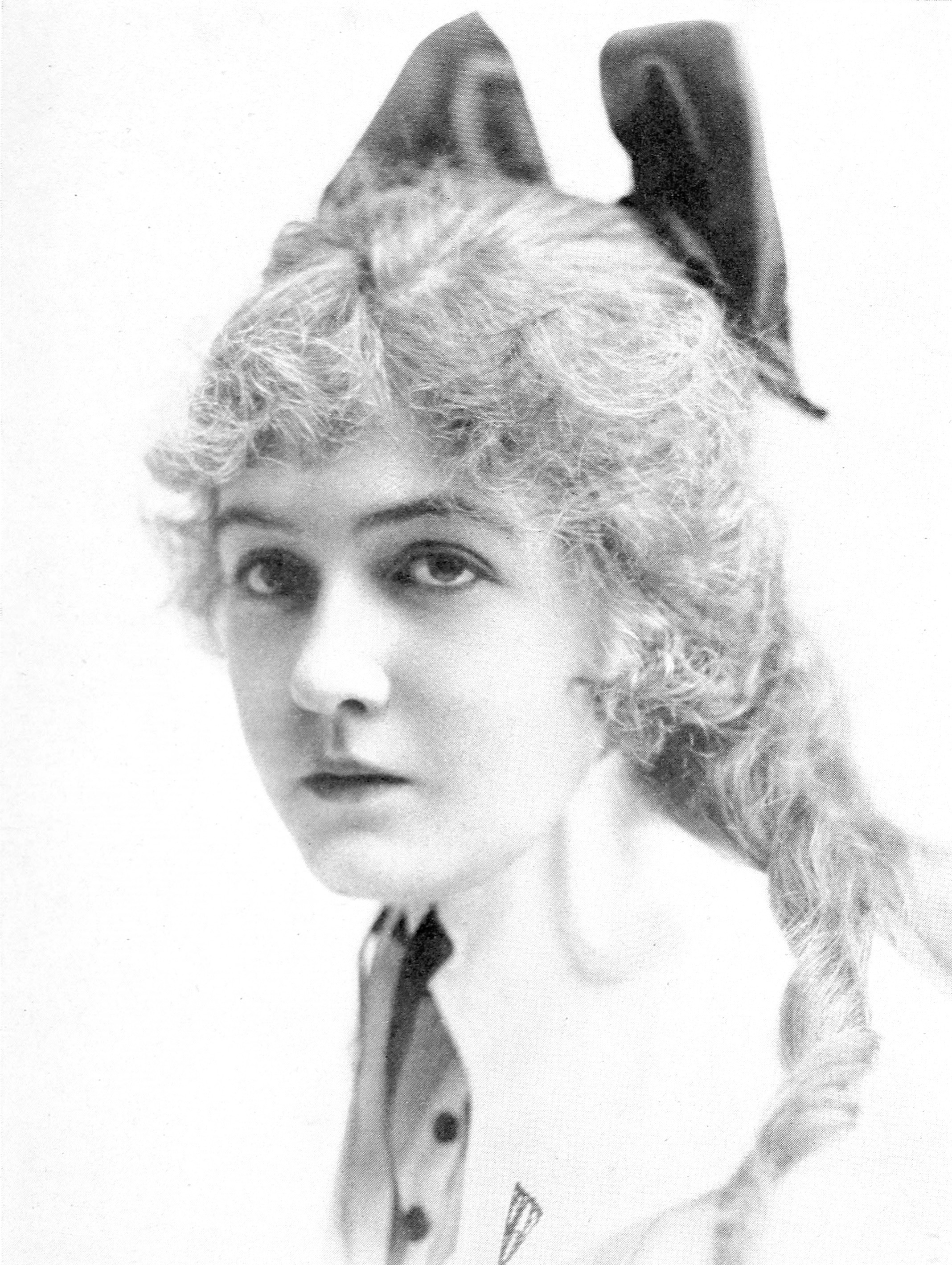

از فیلم‌ها یا برنامه‌های تلویزیونی که او در آن نقش داشته‌است می‌توان به آثار زیر اشاره کرد.
- قهرمان من (فیلم ۱۹۱۲) (۱۹۱۲)
- هیچ‌جا خانه خود آدم نمی‌شود (۱۹۱۴)
- خواهران (فیلم ۱۹۱۴) (۱۹۱۴)
- چکمه‌ها (فیلم) (۱۹۱۹)
- کسی در خانه نیست (فیلم) (۱۹۱۹)
- بن هور (فیلم ۱۹۲۵) (۱۹۲۵)
- نل گوئین (فیلم ۱۹۲۶) (۱۹۲۶)
- لندن (فیلم ۱۹۲۶) (۱۹۲۶)
- مادام پمپادور (فیلم) (۱۹۲۷)
- گرگ‌ها (فیلم ۱۹۳۰) (۱۹۳۰)
- کاردینال (فیلم ۱۹۶۳) (۱۹۶۳)